# Chrzemce
Chrzemce [pronunciación en polaco: /ˈxʂɛmt͡sɛ/] es un pueblo ubicado en el distrito administrativo de Gmina Lubochnia, dentro del condado de Tomaszów Mazowiecki, Voivodato de Łódź, en el centro de Polonia. Se encuentra a unos 4 kilómetros al sur de Lubochnia, a 7 kilómetros al norte de Tomaszów Mazowiecki, y a 46 kilómetros al sureste de la capital regional Łódź.